# Lorenzo Prospero Bottini
Lorenzo Prospero Bottini (Lucca, 2 de março de 1737 - Roma, 11 de agosto de 1818) foi um cardeal italiano.

## Biografia
Nasceu em Lucca em 2 de março de 1737. De família patrícia. Filho do Marquês Filippo Bottini, advogado consistorial, e Fulvia Spada.
Estudou Direito na Universidade de Bolonha.
Em 1764, foi chamado a Roma para ocupar um lugar no Colégio dos Advogados Consistoriais, cargo recentemente concedido à República de Lucca pelo Papa Clemente XIII. Em Roma, fez amizade com monsenhor FM Buonamici, agente da República de Lucca junto à Santa Sé; titular, dezembro de 1769. Referendário do Tribunal da Assinatura Apostólica, fevereiro de 1771. Abade commendatario ) de um mosteiro em Lucca, dezembro de 1771. Membro de uma congregação, anexa ao SC do Conselho, para a revisão do Estado do Igreja, logo após a ascensão do Papa Pio VI, setembro de 1775. Reitor do Archiginnasio de La Sapienza , julho de 1781 a 1784. Relator da Sagrada Consulta, janeiro de 1784. Representante da República de Lucca em Roma, março de 1784 até 23 de fevereiro de 1798. A atitude deferente e respeitosa de Lucca para com a França e as "burguesias jacobinas" em Roma o amargurou a ponto de que em 23 de fevereiro de 1798, ele voltou para Lucca. Pró-prefeito da Annona . Vigário do Patriarca Liberina Basílica de S. Maria Maggiore. Reitor da Pontifícia Universidade Gregoriana, 1808. Secretário da SC da Sagrada Consulta .
Criado cardeal e reservado in pectore no consistório de 8 de março de 1816; publicado no consistório de 1º de outubro de 1817; recebeu o chapéu vermelho em 4 de outubro de 1817; e a diaconia de S. Adriano, 15 de novembro de 1817.
Morreu em Roma em 11 de agosto de 1818. Exposta na igreja de S. Maria in Vallicella, onde ocorreram as exéquias; e enterrado no túmulo de sua família na igreja de Santissimo Crocifisso e San Bonavenura dei Lucchesi , Roma.